# Walter Richter (Werkstoffwissenschaftler)
Walter Richter (* 18. August 1921 in Schwarzenberg/Erzgeb.; † 1999 in Chemnitz) war ein deutscher Ingenieur, Werkstoffwissenschaftler und Hochschullehrer.

## Leben und Werk
Walter Richter stammte aus dem sächsischen Erzgebirge. Nach dem Schulbesuch studierte er und promovierte 1959 an der Technischen Hochschule Dresden zum Dr.-Ing. 1955 wurde er Leiter des Entwicklungslabors des VEB Keramische Werke in Neuhaus und 1958 erhielt er einen Lehrauftrag an der Technischen Hochschule Karl-Marx-Stadt, wo er 1960 mit der Wahrnehmung einer Professur beauftragt wurde. Am 24. März 1970 habilitierte er sich an der Technischen Hochschule Karl-Marx-Stadt mit der Habilschrift Der Stoffübergang bei Diffusionsprozessen.

## Schriften (Auswahl)
- Untersuchungen an mischkeramischen Werkstoffen. 1959
- Tber das Züchten von kompakten Einkristallen. 1969.
- Der Stoffübergang bei Diffusionsprozessen. Karl-Marx-Stadt 1970.
- Werkstofftechnik zur Ausbildung in der Grundstudienrichtung Maschineningenieurwesen, Dresden [1983].

## Nachlass
Sein wissenschaftlicher Nachlass befindet sich im Universitätsarchiv Chemnitz.